# Сражение при Ваджруде
Сражение при Ваджруде (перс. نبرد واجرود) — одно из сражений во время арабского завоевания Ирана, произошедшее в 643 году между войсками Арабского халифата и Сасанидского Ирана. 

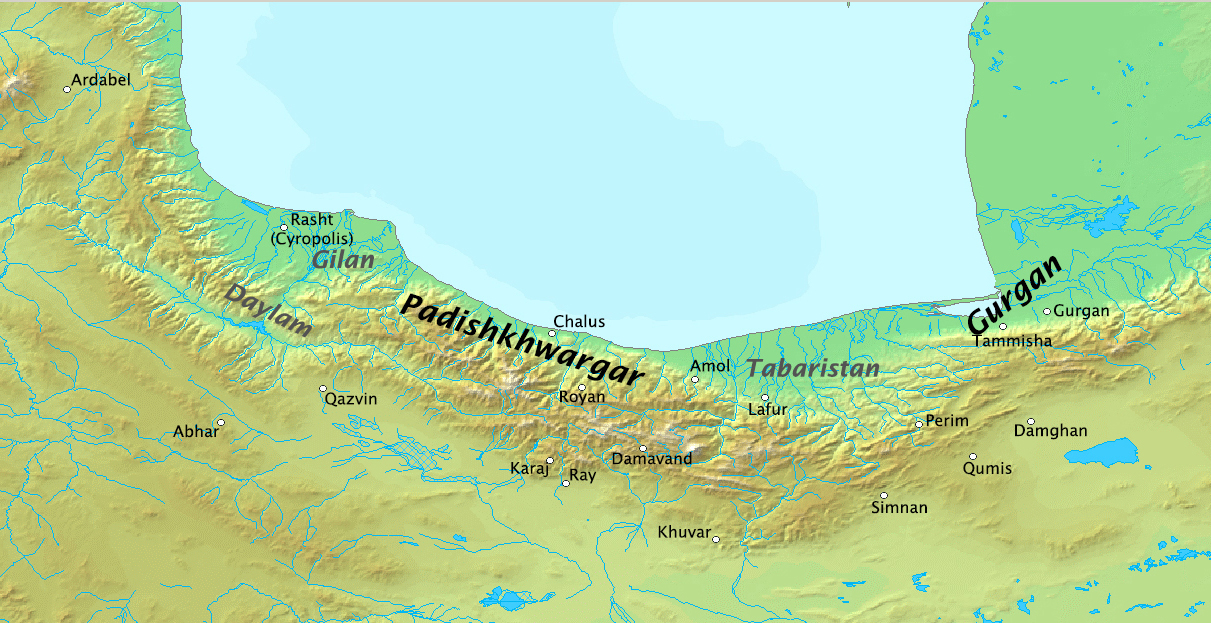
Регион южнее Рея — место сражения

Поход арабов на север, в прикаспийские провинции сасанидского Ирана, стал возможным только после подчинения Нехавенда и Хамадана, когда мусульмане уже закрепились в Мидии. Первой провинцией, которая лежала на пути продвижения мусульман после покорения Мидии, был Рей. Рей был при Сасанидах вотчиной древнего знатного рода Михран. Правителем Рейя в пору военных действий на территории Мидии был Сийавахш, внук Бахрама Чубина.
В результате завоевания Хамадана и его провинции арабы вышли к Дастабе — пограничному округу на стыке провинций Хамадан и Рей, игравшему при Сасанидах роль опорного пункта и военного лагеря иранских войск в их походах на земли северных соседей империи и против строптивых вассалов. Захватив Дастабу, арабы разместили в ее крепостях военные гарнизоны, которым в будущем предстояло начать поход на Азербайджан и в прикаспийские провинции Ирана. 
Иранские ополчения из Дейлема, Азербайджана и Рейя сосредоточились в населенном пункте Ваджруд, расположенном, очевидно, неподалеку от Дастабы, под командованием Хосрова Шенума (Варазтироц). Как только вокруг него собрались достаточно значительные силы, он вступил в бой с арабами.
Произошедшее кровопролитное сражение между иранцами и арабами по ожесточенности и размерам потерь как с той, так и с другой стороны приравнивается у Табари к битве при Нехавенде и другим великим сражениям века: «Было великое сражение, равное Нехавендскому и не меньше его; перебили в великой битве несчетное количество народу; их сражение — не меньше [других] больших сражений».
Победа осталась за мусульманами. Хосров Шенум (Варазтироц) пал в сражении. Основательно разрушив лагерь противника, арабы двинулись к Рейю. В населенном пункте Кыха к арабам присоединились остатки рейского ополчения, разбитого в Ваджруде, во главе с военачальником Фарруханом, который после поражения принял сторону завоевателей.